# Dichagyris renigera
Dichagyris renigera är en fjärilsart som beskrevs av Jacob Hübner 1808. Dichagyris renigera ingår i släktet Dichagyris och familjen nattflyn. Inga underarter finns listade i Catalogue of Life.